# Mielőtt megismertelek
A Mielőtt megismertelek (eredeti cím: Me Before You) 2016-ban bemutatott amerikai-brit romantikus filmdráma Emilia Clarke és Sam Claflin főszereplésével, Thea Sharrock rendezésében, Jojo Moyes azonos című regénye alapján. A film zenéjét Craig Armstrong szerezte. A történet egy gazdag fiatalemberről szól, aki lebénul, és gondozásra szorul. Egy fiatal ápolónő kezdi gondját viselni a férfinak és a végén egymásba szeretnek.
2016. június 3-án mutatták be, a magyarországi premierre június 16-án került sor.

## Cselekmény
A 26 éves Louisa "Lou" Clark (Emilia Clarke) életvidám, pozitív kisugárzású lány, aki munkát keres, hogy segítsen a családjának, miután a kávézó, ahol dolgozott, bezárt. Találnak is számára egy állást a dúsgazdag Trainor család kastélyában. A család fia, Will Trainor (Sam Claflin) sikeres fiatal üzletember volt, aki imádta az életét, a barátnőjét, és rengeteg sportot is űzött, mígnem egy motoros baleset következtében nyaktól lefelé teljesen lebénult. Louisa feladata a tolókocsihoz kötött Will napjainak derűsebbé tétele lenne, az állást is pozitív személyisége miatt kapja meg. Will a balesete óta depresszív és cinikus, csupán az ápolójával, Nathan-nel ápol jó viszonyt, aki tudja, hogy Will sosem lesz újra teljes életet élő ember, hiszen a gerincvelője is helyrehozhatatlan károsodást szenvedett a balesetben.
A két fiatal eleinte nem jön ki jól egymással, Louisa ugyanis túl cserfes a lehangolt Will számára, aki cserébe semmibe veszi vagy gúnyos válaszokat dob neki. Néhány héttel Louisa munkába állását követően Willt meglátogatja az akkor már exbarátnője, Alicia és bankár barátja, Rupert, és közlik Willel az eljegyzésüket. Will dühében összetöri a barátnőjével közös fotóinak képkereteit, amiket Louisa igyekszik megragasztani, és számonkéri Willt a rémes viselkedése miatt. A következő napon Will megkéri a lányt, hogy nézzen meg vele egy filmet, ezután pedig sétálni mennek a kastélykertbe, és egyre közelebb kerülnek egymáshoz, megismerik a másik hobbijait és életfelfogását. Kiderül, hogy Will mennyit utazott, míg Louisa egész életét a városkában töltötte, a családjával és a barátjával, Patrick-kel, aki a norvég ultramaratonra készül. Will azt tanácsolja Loisának, hogy változtasson a szemléletén, legyen nyitottabb a világra és szakadjon ki a családi kötelékből, hiszen csak egy élete van.
Will hamarosan ágynak esik tüdőgyulladással (sérülései miatt fogékonyabb a betegségekre), és még inkább ápolásra szorul. Louisa ekkor veszi észre a fiú csuklóján egy korábbi öngyilkossági kísérlet nyomait. Az elkövetkező napon Louisa véletlenül meghallja Will szüleinek a veszekedését, amiből megtudja, hogy a fiú hat hónapot adott a szüleinek, mielőtt elutazik Svájcba a Dignitas intézetbe, ahol eutanáziát hajtanának végre rajta. Döntését azzal indokolja, hogy nem tudja elfogadni új életét, a tényt, hogy többé nem élhet teljes emberként, valamint nem tudja elviselni, hogy más emberektől függjön az élete. Louisa azonban úgy határoz, hogy ráveszi a fiút az életben maradásra, bármi áron. Számos eseményt és utazást szervez számukra, ahol hol kettesben, hol pedig Nathant is bevonva új élményeket szerezhetnek Willnek, megmutatva ezzel neki, hogy érdemes élni. Will az események hatására egyre nyitottabb és vidámabb lesz, és egyre szorosabbra fűzi a kapcsolatát a lánnyal. Elmennek lóversenyre (katasztrofális következményekkel), pár nappal később pedig egy Mozart-koncertre. Will ezután úgy dönt, hogy ő és Louisa elmennek Alicia esküvőjére. Itt Louisa megtudja Alicia keresztanyjától, hogy szerinte Will lett volna az ideális partnere a menyasszonynak. Louisa és Will ezután furcsa táncba kezdenek a táncparketten.
Will elmegy Louisa születésnapjára, ahol kiderül, hogy a lány apja azért vesztette el az állását, mert Will egyik mentoráltja a tőzsdei cégnél felvásárolta a munkahelyét. Ezért Will felajánl egy karbantartói állást a férfinak a Stotford kastélyban, amely a családja tulajdonában van, magas fizetéssel. Louisa rájön, hogy Will ezzel anyagi segítséget próbál nyújtani neki, hogy függetlenné tudja tenni magát a családjától és önálló életet kezdhessen. A két fiatal igazán közel kerül egymáshoz, ez pedig zavarja Louisa barátját, aki szakít a lánnyal.
Miután Will újabb tüdőgyulladást kap, és egyre lehangoltabbá válik a közös élmények ellenére, Louisa egy utazást szervez Mauritiusra, ahová Nathennel hármasban utaznak el. Remekül töltik az időt, a pár első csókja is elcsattan, ám egyik este a tengerparton Will elárulja a lánynak, hogy az érzései és a közös élmények ellenére nem bírja tovább, és elutazik Svájcba, hogy véget vessen az életének. Louisa hiába ígéri, hogy vele marad, Will ragaszkodik hozzá, hogy a lány teljes életet éljen "fél élet" helyett. Azonban megkéri Louisát, hogy utazzon el vele Svájcba, és töltse vele az utolsó óráit. Louisa azonban teljesen összetörik, hazaérkezésükkor tudatja a helyzetet Will édesanyjával, közli, hogy nem kér fizetést, és otthagyja a családot. Ezután nem beszél Willel. Édesapja azonban meggyőzi a lelkiismeretfurdalással küzdő lányt, hogy utazzon el Svájcba, és legyen Will mellett az utolsó óráiban. Louisa így még éppen időben ér oda, hogy a fiúval lehessen még egyszer utoljára.
Néhány héttel Will halála után Louisa Párizsban ül egy kávézó teraszán, amelyről Will mesélt neki és a fiú utolsó levelét olvasgatja, amely egy parfümboltba is elvezeti, valamint közli, hogy hagyott neki elég pénzt arra, hogy új életet kezdhessen. A levél végén arra kéri a lányt, hogy éljen teljes életet, és kövesse az álmait.

## Szereplők
| Szereplő               | Színész          | Magyar hang       |
| ---------------------- | ---------------- | ----------------- |
| Louisa "Lou" Clark     | Emilia Clarke    | Molnár Ilona      |
| William "Will" Traynor | Sam Claflin      | Czető Roland      |
| Nathan                 | Steve Peacocke   | Varga Gábor       |
| Josie Clarke           | Samantha Spiro   | Ősi Ildikó        |
| Bernard Clark          | Brendan Coyle    | Háda János        |
| Katrina "Treena" Clark | Jenna Coleman    | Csuha Borbála     |
| Patrick                | Matthew Lewis    | Hám Bertalan      |
| Camilla Traynor        | Janet McTeer     | Bertalan Ágnes    |
| Stephen Traynor        | Charles Dance    | Rosta Sándor      |
| Alicia                 | Vanessa Kirby    | Sipos Eszter Anna |
| Rupert                 | Ben Lloyd-Hughes | Markovics Tamás   |
| Freddie Foster         | Richard Goulding | Király Adrián     |

## A film készítése

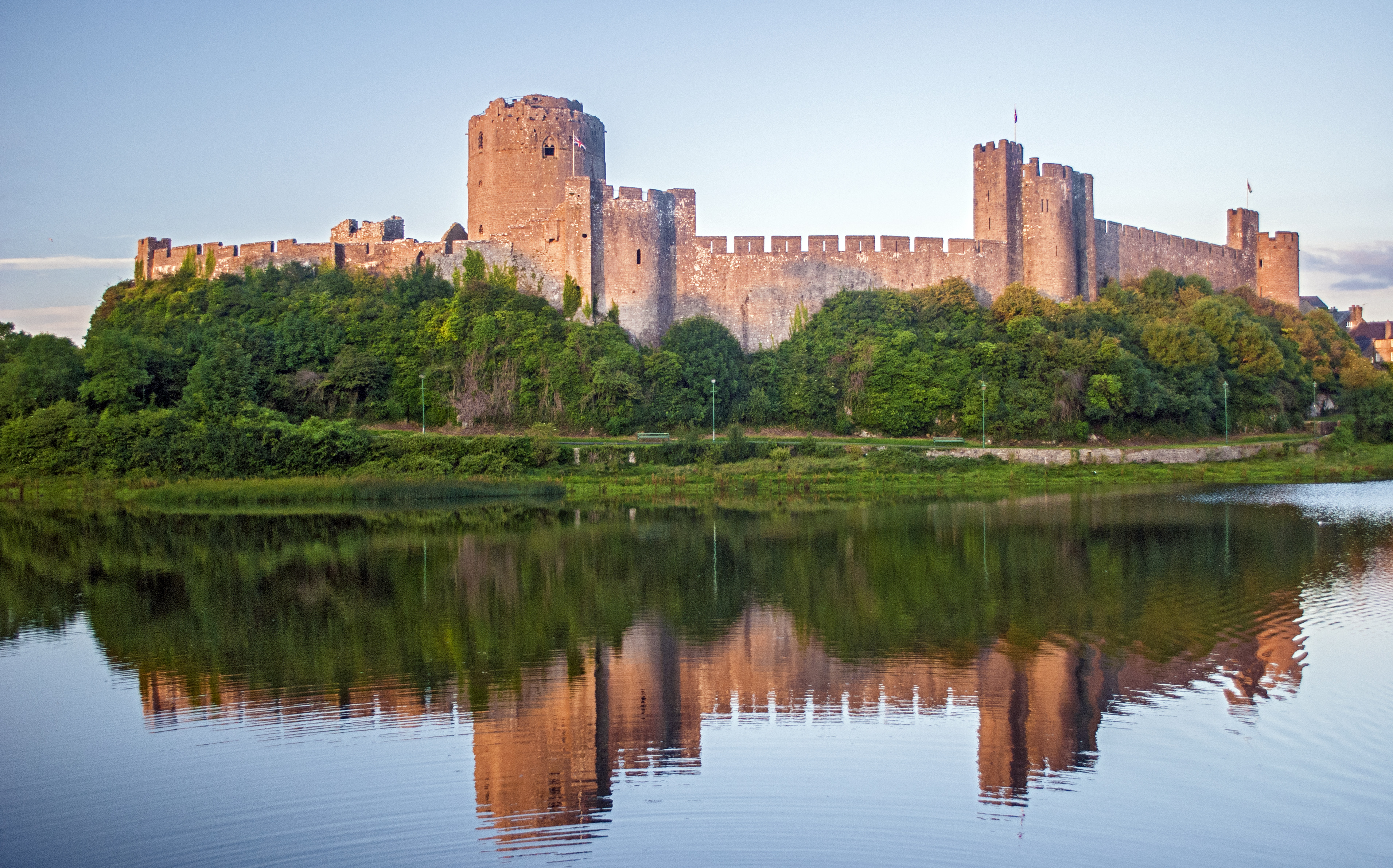
A walesi Pembroke Castle számos jelenet helyszínéül szolgált a filmben

A forgatás 2015 áprilisában kezdődött és 2015. június 26-án fejeződött be. A filmet több helyszínen vették fel, szerepelt a forgatási helyszínek között a walesi Pembroke, a Buckinghamshire-ben található Chenies Manor House, ahol az esküvői jeleneteket vették fel, Mauritius jeleneteit pedig Mallorcán forgatták.

## Fogadtatás
A Mielőtt megismertelek hatalmas kasszasikernek bizonyult, 20 millió dolláros költségvetésének több mint a tízszeresét, 207,4 millió dollárt termelt világszerte (ebből 56,2 millió dollárt Észak-Amerikában és 151,2 millió dollárt a világ többi részén). Észak-Amerikában 2016. június 3-ai premierekor 2704 moziban játszották le a filmet, és egyetlen hétvége alatt 18,3 millió dollárt hozott össze.
A film megosztó volt az emberek körében, sokan támadták a témáját és annak előadásmódját, mely szerint a fogyatékkal élő emberek nem élhetnek teljes életet, és terhet rónak a társadalom többi tagjára. Az eutanázia pozitív színben való feltüntetéséért szintén rengeteg bírálat érte az alkotást.
A film elnyerte a 43. People's Choice Awards gálán a legjobb drámai filmnek járó díjat, valamint jelölték Teen Choice Awards és MTV Movie & TV Awards díjakra is.

## Fordítás
- Ez a szócikk részben vagy egészben  a   Me Before You (film) című angol Wikipédia-szócikk ezen változatának fordításán alapul.  Az eredeti cikk szerkesztőit annak laptörténete sorolja fel. Ez a jelzés csupán a megfogalmazás eredetét és a szerzői jogokat jelzi, nem szolgál a cikkben szereplő információk forrásmegjelöléseként.